# Московская улица (Пушкин)
Моско́вская улица — одна из центральных улиц города Пушкина. Начинается от Дворцовой улицы (от Александровского дворца) и заканчивается Госпитальной улицей. Выходит на Соборную площадь, пересекает Оранжерейную и Конюшенную улицы.

## История
До 1808 года трасса улицы являлась границей слободы Царское Село и представляла собой небольшой земляной вал. После объединения слободы с Софией и преобразования в город на месте вала была проложена улица.

## Здания и сооружения
По нечётной стороне

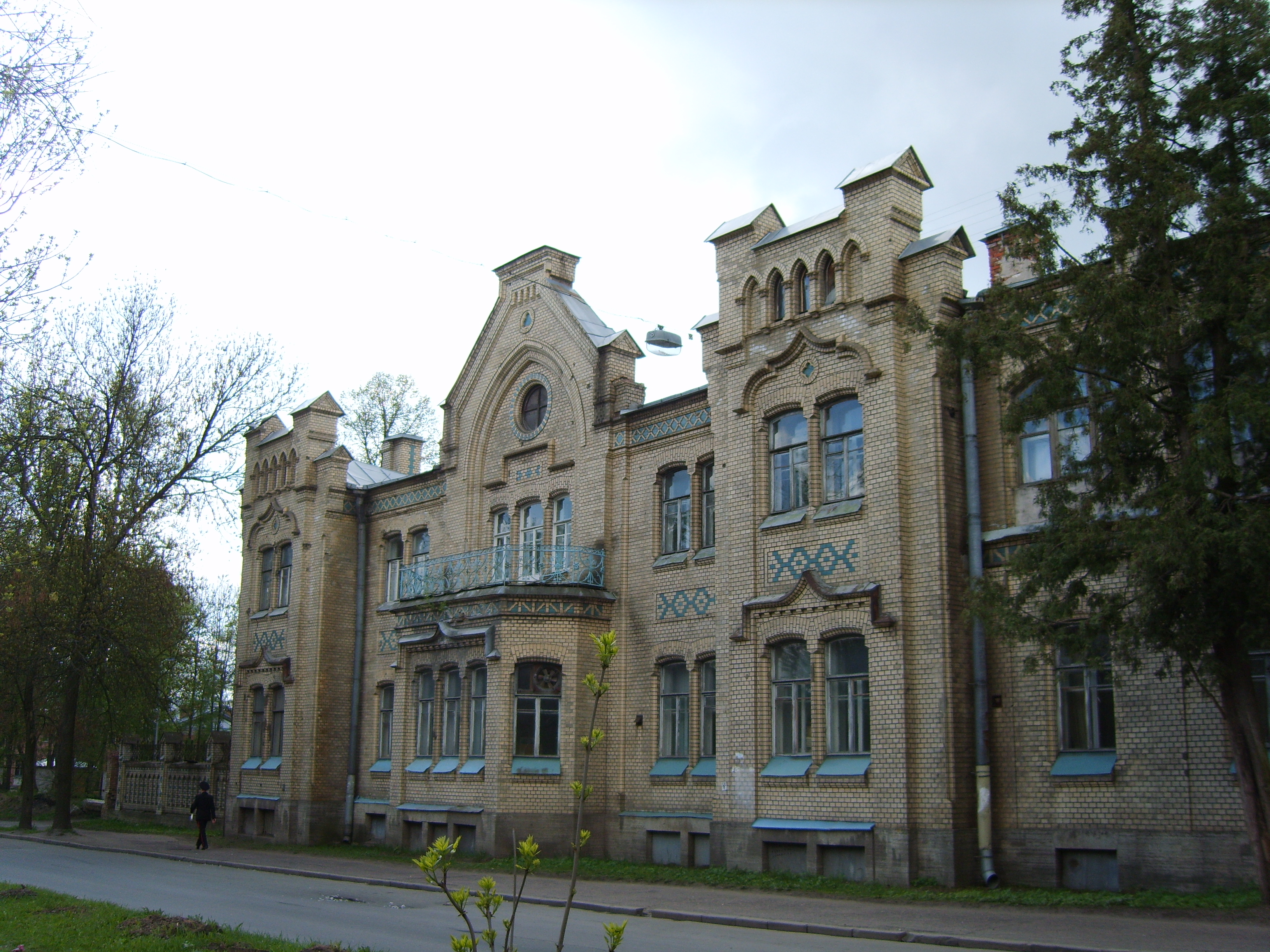
Особняк Кокорева

- дом 15, 17 — дом Савицкой, особняк в стиле модерн, построен в 1904—1905 годах по проекту архитекторов братьев Васильевых. Надстроен третьим этажом в 1956-м году. С 1944-го в здании располагаются медицинские учреждения, в настоящее время — Поликлиника № 66[1][2].
- Дом 25 — галерея Гостиного двора (1863 год).
- Дом 33 — первая городовая ратуша.
- Дом 47/15 ( 781610549820005), пересечение с Конюшенной улицей — краснокирпичный дом У. М. Волгиной, 1899 год[3].
- Дом 55 — особняк Кокорева, год постройки - 1902[4], стиль модерн — ныне корпус № 8 Аграрного университета[5]

По чётной стороне
- Дом 2/11 — Царскосельское училище девиц духовного звания.
- Дом 30 — Часовня князя Игоря.